# 莫寧佩布古
莫寧佩布古（法語：Monimpebougou），是馬里的城鎮，位於該國中部，由塞古區的馬西納省負責管轄，面積2,249平方公里，海拔高度276米，2009年人口32,899，人口密度每平方公里15人。